# バロア症
バロア症（バロアしょう、英: Varroosis）とは、世界的に分布するミツバチヘギイタダニ（Varroa destructorまたはVarroa jacobsoni）寄生による吸血を原因とするミツバチの寄生虫病の総称。
日本では家畜伝染病予防法において届出伝染病に指定されており、対象動物はミツバチ。なお、日本獣医学会の提言で法令上の名称が「バロア病」から「バロア症」に変更された。

## 特徴
ミツバチヘギイタダニはもともとトウヨウミツバチの寄生虫であったことから、トウヨウミツバチに対する病原性は弱いが、セイヨウミツバチに対する病原性は強い。幼虫の発育障害および死亡を引き起こす、特に蛹期の吸血により奇形の翅や肢となったり、羽化時に翅の伸長不良が起きることがある。蛹の体表で増殖する。
予防にはピレスロイド系の殺ダニ剤のフルバリネート製剤などが使用されるが、海外で防除用薬剤への耐性が報告されている。
ダニに寄生されたミツバチの他の巣への迷い込みと巣の盗犯が、感染拡大の原因とされている。